# György Horváth
György Horváth (né le 21 décembre 1943 à Budapest et mort le 17 octobre 1988 dans la même ville) est un haltérophile hongrois.

## Palmarès

### Jeux olympiques
- Munich 1972
  -  Médaille de bronze en moins de 82 kg.

### Championnats du monde
- Championnats du monde d'haltérophilie 1971
  -  Médaille de bronze.
- Munich 1972
  -  Médaille de bronze.

### Championnats d'Europe
- Szombathely 1970
  -  Médaille d'argent.
- Sofia 1971
  -  Médaille d'argent[1].